# Kanton Altkirch
Altkirch is een kanton van het Franse departement Haut-Rhin. Het kanton maakt deel uit van het arrondissement Altkirch.

## Geschiedenis
Op 22 maart 2015 werden de gemeenten Ballersdorf en Eglingen overgeheveld naar het kanton Masevaux, dat op 24 februari hernoemd werd naar het kanton Masevaux-Niederbruck. Het kanton Hirsingue werd opgeheven en de gemeenten Bettendorf, Bisel, Feldbach, Grentzingen, Heimersdorf, Henflingen, Hirsingue, Hirtzbach, Oberdorf, Riespach, Ruederbach, Steinsoultz, Waldighofen werden opgenomen in het kanton Altkirch. Van de 30 gemeenten van het eveneens opgeheven kanton Ferrette werden 29 opgenomen in het kanton Altkirch, alleen Mooslargue werd overgeheveld naar het kanton Masevaux. Hiermee nam het aantal gemeenten in het kanton toe van 27 tot 67.
Op 1 januari 2016 fuseerden de gemeenten Grentzingen, Henflingen en Oberdorf tot de commune nouvelle Illtal en Spechbach-le-Bas en Spechbach-le-Haut tot de commune nouvelle Spechbach. Hierdoor nam het aantal gemeenten af van 67 tot 64.

## Gemeenten
Het kanton Altkirch omvat de volgende gemeenten:
- Altkirch (hoofdplaats)
- Aspach
- Bendorf
- Berentzwiller
- Bettendorf
- Bettlach
- Biederthal
- Bisel
- Bouxwiller
- Carspach
- Courtavon
- Durlinsdorf
- Durmenach
- Emlingen
- Feldbach
- Ferrette
- Fislis
- Franken
- Frœningen
- Hausgauen
- Heidwiller
- Heimersdorf
- Heiwiller
- Hirsingue
- Hirtzbach
- Hochstatt
- Hundsbach
- Illfurth
- Illtal
- Jettingen
- Kiffis
- Kœstlach
- Levoncourt
- Liebsdorf
- Ligsdorf
- Linsdorf
- Lucelle
- Luemschwiller
- Lutter
- Mœrnach
- Muespach
- Muespach-le-Haut
- Oberlarg
- Obermorschwiller
- Oltingue
- Raedersdorf
- Riespach
- Roppentzwiller
- Ruederbach
- Saint-Bernard
- Schwoben
- Sondersdorf
- Spechbach
- Steinsoultz
- Tagolsheim
- Tagsdorf
- Vieux-Ferrette
- Waldighofen
- Walheim
- Werentzhouse
- Willer
- Winkel
- Wittersdorf
- Wolschwiller